# Synasellus barcelensis
Synasellus barcelensis is een pissebed uit de familie Asellidae. De wetenschappelijke naam van de soort is voor het eerst geldig gepubliceerd in 1969 door Noodt & Galhano.